# Cantone di Locminé
Il Cantone di Locminé era una divisione amministrativa dell'arrondissement di Pontivy.
È stato soppresso a seguito della riforma complessiva dei cantoni del 2014, che è entrata in vigore con le elezioni dipartimentali del 2015.
Comprendeva i comuni di:
- La Chapelle-Neuve
- Locminé
- Moréac
- Moustoir-Ac
- Moustoir-Remungol
- Naizin
- Plumelin
- Remungol